# Евгений Янковски
Евгений Осипович Янковски (на руски: Евгений Осипович Янковский) е руски офицер (генерал-майор) и чиновник.
Роден е на 7 март 1837 година в Полтавска губерния в благородническо семейство от полски произход. Завършва Константиновското артилерийско училище и Михайловската артилерийска академия в Санкт Петербург, служи в различни части, а от 1864 година заема административни постове в Полша, през 1869 – 1879 година оглавява жандармерията във Варшавски окръг. Няколко месеца работи по създаването на жандармерията в Източна Румелия, след това е губернатор на Бесарабия (1879), ръководител на полицията в Москва (1879 – 1882), губернатор на Астраханска (1882 – 1883), Полтавска (1883 – 1889) и Волинска губерния (1889 – 1892).
Евгений Янковски умира на 29 юли 1892 година във Варшава.